# Новозеландско коледно дърво
Новозеландското коледно дърво (Metrosideros excelsa), известно още като метросидерос, похутукава (на маорски: pōhutukawa), новозеландски коледен храст или желязно дърво, е крайбрежно вечнозелено дърво в миртовото семейството Миртови (Myrtaceae).

## Описание
Новозеландското коледно дърво има впечатляваща проява от червени (или от време на време оранжеви, жълти или бели) цветове, съставени от създаващи обечност тичинки. Новозеландското коледно дърво е един от дванадесетте вида Metrosideros, ендемични за Нова Зеландия.

## Символика
Известен с ярките си цветове и способността си да оцелява дори на скалисти, несигурни скали, той е намерил важно място в културата на Нова Зеландия със своята сила и красота и се смята за основно дърво (rākau rangatira) от Маори. Цветът на дървото се нарича „кахика“.

## Галерия
- Общ вид
- Ствол със слети към него въздушни корени
- Влакнеста маса от въздушни корени
- Цъфтящ в жълто сорт Aurea
- Типичен червен цъфтеж